# Hans-Georg Wittig
Hans-Georg Wittig (* 5. Juni 1942 in Stockholm, Schweden) ist ein deutscher Pädagoge.

## Leben
Hans-Georg Wittig ist der Sohn des Pädagogen Hans Wittig (geboren 1910), der mitten im Zweiten Weltkrieg Lehrer an einer deutschen Schule in Stockholm war.  Angeleitet durch seinen Vater befasste er sich schon während seiner Schulzeit intensiv mit NS-Gewaltherrschaft und Krieg. Er begleitete später seinen Vater auf Ostermärschen gegen die Atomrüstung und war selbst Kriegsdienstverweigerer.
Wittig studierte Pädagogik, Geschichte und Philosophie an den Universitäten  Hamburg und  Tübingen, an der er 1968 mit einer Arbeit zu Rousseau, Kant und Pestalozzi zum Dr. phil. promovierte. 1969 wurde er an die Pädagogische Hochschule Lörrach berufen, zunächst als Dozent und dann als Professor. Von 1983 bis 1992 lehrte er als Professor für Allgemeine Pädagogik an der Pädagogischen Hochschule Karlsruhe, danach bis zu seiner Emeritierung 2005 an der  Pädagogischen Hochschule Freiburg.  Seine Arbeitsschwerpunkte sind die Friedens- und Ökopädagogik.
Seit 1968 ist Wittig mit einer Ärztin verheiratet, Vater zweier Töchter und lebt in Lörrach.

## Schriften
- Wiedergeburt als radikaler Gesinnungswandel. Über den Zusammenhang von Theologie, Anthropologie und Pädagogik bei Rousseau, Kant und Pestalozzi. Quelle u. Meyer, Heidelberg 1970, ISBN 978-3-494-00621-5 (Dissertation Universität Tübingen).
- (zusammen mit Peter Kern): Pädagogik im Atomzeitalter. Wege zu innovativem Lernen angesichts der Ökokrise. Herder, Freiburg i.Br. 1982, ISBN 978-3-451-09093-6. Zweite erweiterte Auflage 1984 unter dem Titel Pädagogik im Atomzeitalter. Wege zum Frieden, ISBN 978-3-451-09093-6.
- (zusammen mit Peter Kern): Notwendige Bildung. Studien zur pädagogischen Anthropologie. Peter Lang, Frankfurt a. M. 1984, ISBN 978-3-8204-5426-0.